# Pieter van den Bosch (predikant)
Pieter van den Bosch (Amsterdam, 1732 - Zoetermeer, 22 september 1787) was een Nederlands remonstrantse dominee en theoloog.

## Levensloop

### Kerkelijke loopbaan
Pieter van den Bosch werd geboren in Amsterdam en groeide op in een gereformeerd gezin. Hij ging naar het atheneum en studeerde theologie aan het Remonstrants Seminarium in Amsterdam. Na zijn studie bekeerde hij zich tot de remonstranten en werd lid van de Maatschappij der Nederlandsche Letterkunde. In 1757 werd hij benoemd tot predikant van de remonstrantse kerk in Zoetermeer. Hierna vertrok hij in 1760 naar Oudewetering en vervolgens in 1766 naar Zwammerdam. Hij was van 1769 tot zijn emeritaat in 1783 nog predikant in Leiden. Hierna keerde hij weer terug naar Zoetermeer waar hij tot zijn dood in 1787 bleef wonen.

### Dood
Begin 1787 was er strijd tussen de Zoetermeerse patriotten en de Oranjegezinden. Ook tegen de katholieken en remonstranten in Zoetermeer werd gevochten. Op 18 september richtte ze zich op Van den Bosch nadat hij daar van 1757 tot 1760 predikant is geweest. In die ochtend stond een troep volk voor zijn huis aan de Dorpsstraat. Hij werd gedwongen oranje kleding aan te doen en spijt te betuigen. Nadat hij een paar nachten bij zijn zussen te hebben doorbracht verhuisde hij met zijn vrouw naar het huis van zijn tuinman waar hij toen op zolder moest onderduiken. Op 22 september probeerde hij te vluchten uit de Dorpsstraat maar belandde daarna in een achterliggende sloot waarna hij toen verdronk. Zijn lichaam werd door een groep mensen aan de oever getrokken. Zijn stoffelijk overschot bleef toen vijf dagen op de stoep liggen. Vervolgens werden zijn neus, oren en handen volgestopt met oranje bloemen en zijn mond werd gevuld met schelpen. Hierna werd zijn lichaam een schuit in getrokken en zonder kist op het kerkhof naast de Oude Kerk in een anoniem graf begraven.

## Publicatie
- De ware digtkunst altijd eenvoudig (1777)

- Biografisch Portaal: 90320125